# イルマ・ガルシア
イルマ・ガルシア（Irma Garcia、1982年 - ）は、メキシコの女子プロボクサー。メヒコ州クアウティトラン・イスカリ出身。元IBF女子世界スーパーフライ級王者。元WBA女子世界バンタム級王者。世界2階級制覇王者。

## 来歴
2010年5月1日、メヒコ州ネサワルコヨトルでアンドレア・コルティナとデビュー戦を行い、2回に偶然のバッティングによる負傷でコルティナが試合続行不可能となった為、2回負傷判定で引き分けた。
2011年3月26日、チアパス州トゥストラ・グティエレスのポリフォルム・メソアメリカーノでリアリティ番組「トダス・コントラ・メヒコ（Todas contra mexico）」の初戦でジェニファー・エンカーナシオンと対戦し、初回KO勝ちを収めた。（記録上は無効試合）
2011年4月2日、チアパス州トゥストラ・グティエレスのポリフォルム・メソアメリカーノでリアリティ番組「トダス・コントラ・メヒコ（Todas contra mexico）」の2戦目でこの日がデビュー戦のカロリナ・オクツァルツと対戦し、初回TKO勝ちを収めた。（記録上は無効試合）
2011年4月9日、チアパス州トゥストラ・グティエレスのポリフォルム・メソアメリカーノでリアリティ番組「トダス・コントラ・メヒコ（Todas contra mexico）」の3戦目でこの日がデビュー戦のブランカ・アイリス・クエトと対戦し、5回TKO勝ちを収めた。（記録上は無効試合）
同日、チアパス州トゥストラ・グティエレスのポリフォルム・メソアメリカーノでリアリティ番組「トダス・コントラ・メヒコ（Todas contra mexico）」の4戦目でヤズミン・リバスと対戦し、6回判定で引き分けた。（記録上は無効試合）
2012年3月30日、メキシコシティのフォロ・ポランコでフリア・エルナンデスと対戦し、プロ初勝利となる3-0（80-72、77-75、79-73）の判定勝ちを収めた。
2013年1月5日、メキシコシティでWBA女子世界バンタム級王者ジェネス・ペレスと対戦し、3-0（96-94×2、97-93）の判定勝ちを収め王座獲得に成功した。
2013年4月6日、ミチョアカン州サモラ・デ・イダルゴに舞台を移してジェネス・ペレスと対戦し、10回2-1（96-94、94-96、97-93）の判定勝ちを収め初防衛に成功した。
2013年8月31日、メキシコシティでジェシカ・ゴンザレスとノンタイトル10回戦を行い、プロ初黒星となる10回1-2（96-94、94-96、94-97）の判定負けを喫した。
2013年11月2日、ケレタロ州ケレタロでマガリ・ロドリゲスと対戦し、10回2-0（97-95、96-94、95-95）の判定勝ちを収め2度目の防衛に成功した。
2014年9月24日、WBAは正規王者のガルシアと暫定王者のマイヤリン・リバスに対して王座統一戦に関する対戦交渉を同年10月1日から30日以内に行い、両陣営が合意する対戦日時や対戦場所を決定するよう指令を出した。
2015年、同年1月16日に暫定王者のマイヤリン・リバスがカリスタ・シルガドに勝利したことで120日以内に王座統一戦を行う義務が生じたが、上述のロドリゲス戦以降1度も防衛戦を行っておらず、手を負傷しリバスとの王座統一戦を行う意思を見せないことで王座を剥奪された。
2023年11月11日、カリフォルニア州ロングビーチでIBF女子世界スーパーフライ級1位のステファニー・シルバとIBF女子世界スーパーフライ級王座決定戦を行い、10回3-0（99-90×3）の判定勝ちを収め2022年8月20日に前王者のミカエラ・ルハンに挑戦するも一度は失敗した王座獲得に成功した。

## 戦績
- 33戦 23勝 4KO 5敗 1分 4無効試合

## 獲得タイトル
- WBA女子世界バンタム級王座（防衛2=剥奪）
- IBF女子世界スーパーフライ級王座（防衛0）